# بحيرات بليتفيتش
بحيرات بليتفيتش أو منتزه بليتفيتش (بليفيس) الوطني  (باللغة الكرواتية:Nacionalni park Plitvička jezera) هي محمية طبيعية تقع في وسط كرواتيا على بُعد نحو 140 كيلومترًا جنوب العاصمة زغرب، بين طريق زغرب–زادار. تمتد الحديقة على مساحة تقارب 30 ألف هكتار، وتُعد من أبرز الوجهات الطبيعية والسياحية في البلاد، حيث تستقطب أكثر من مليون زائر سنويًا. أُدرجت ضمن قائمة التراث العالمي لمنظمة اليونسكو عام 1979 تقديرًا لأهميتها البيئية والجيولوجية.

## الجغرافيا والطبيعة
يتكون المنتزه من 16 بحيرة مترابطة عبر شلالات طبيعية، تتدرج في الارتفاع وتشكل منظرًا طبيعيًا مدهشًا. تقع هذه البحيرات ضمن منطقة جبلية مغطاة بالغابات الكثيفة، وتتميز بتنوع بيولوجي استثنائي يشمل العديد من الأنواع النباتية والحيوانية النادرة، مثل الدب البني والوشق الأوروبي.

## التشكّل الجيولوجي
تتُعد بحيرات بليتفيتش مثالًا بارزًا على التكوينات الكارستية، حيث تشكلت نتيجة ترسيب كربونات الكالسيوم من المياه الغنية بالمعادن. يتفاعل هذا الترسيب مع الكائنات الحية الدقيقة مثل الطحالب والطحالب الخضراء والبكتيريا، مما يؤدي إلى تكوين حواجز طبيعية من الترافرتين (الطرفات) التي تفصل بين البحيرات. هذا التفاعل المستمر بين العوامل الجيولوجية والبيولوجية يساهم في تشكيل المناظر الطبيعية الفريدة للمنطقة.

## الإدراج ضمن قائمة التراث العالمي
في عام 1979، اعتمدت منظمة اليونسكو بحيرات بليتفيتش كأحد مواقع التراث الطبيعي العالمي، نظرًا لتفرّدها البيئي وجمالها الطبيعي. ويُعد المنتزه من أقدم الحدائق الوطنية في جنوب شرق أوروبا، وقد تأسس رسميًا عام 1949، مما يجعله أول منتزه وطني في كرواتيا.

## السياحة والأنشطة
توفر الحديقة مسارات مشي ممتدة، وجسورًا خشبية تربط بين البحيرات، إلى جانب رحلات بالقوارب الكهربائية والزوارق، ما يسمح للزوار بمشاهدة الشلالات والمناظر الطبيعية عن قرب. كما توفر خدمات إرشادية وفنادق ومطاعم داخل حدود المنتزه وخارجها. ويزور المنتزه سنويًا أكثر من مليون سائح من مختلف أنحاء العالم.

## المحافظة والإدارة
تُدار الحديقة من قِبل “مؤسسة بحيرات بليتفيتش الوطنية” التي تعمل على حماية البيئة الطبيعية، وتنظيم حركة الزوار، والتقليل من الأثر البيئي على المنظومة البيئية الهشة. كما تُطبق برامج تعليمية للتوعية بأهمية البيئة والحد من النشاط البشري المؤثر على النظام البيئي في المنطقة.

## معرض صور

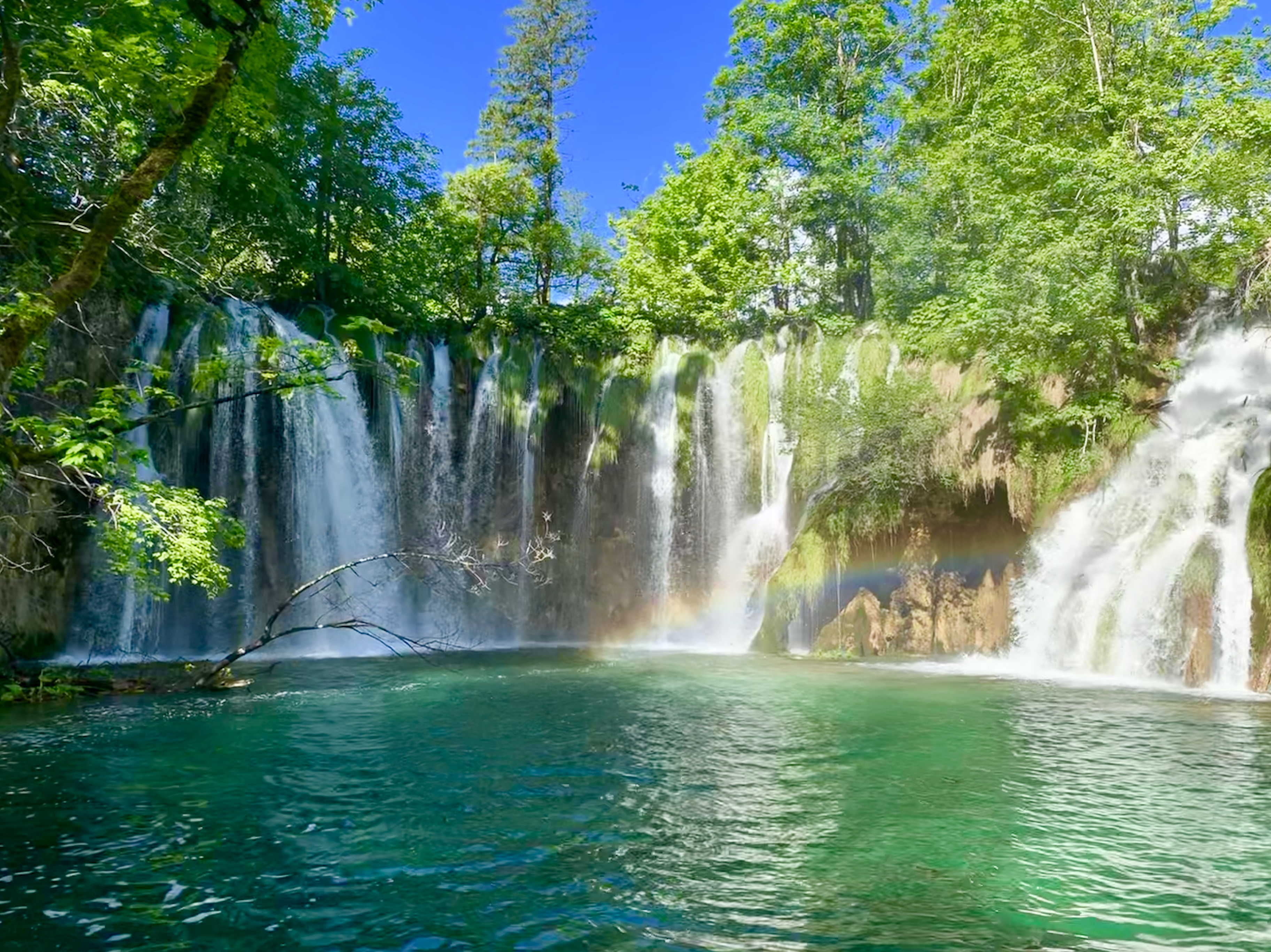
قوس قزح_بحيرات بليتفيتش
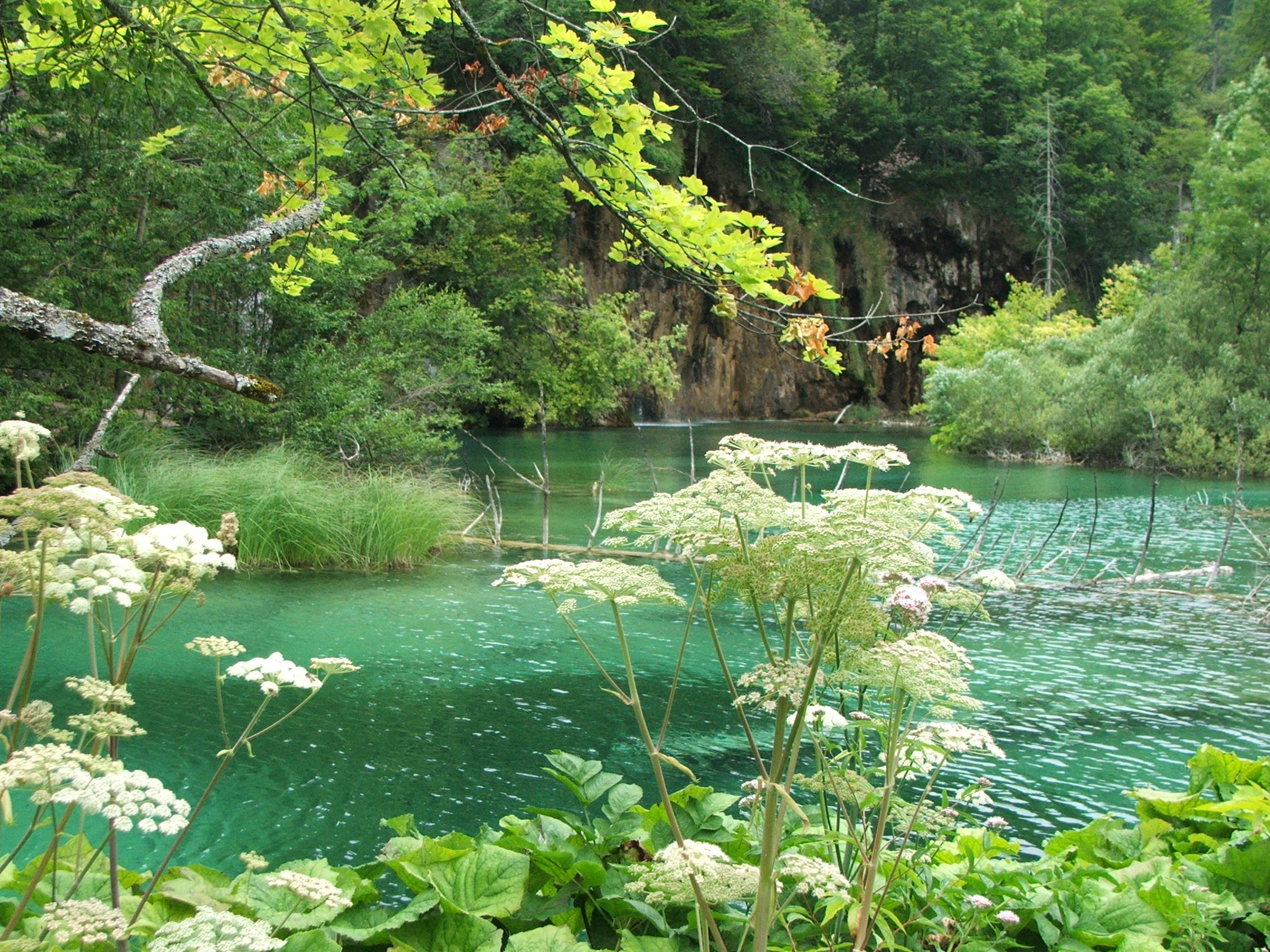
المنتزه الوطني_بحيرات بليتيفيتش
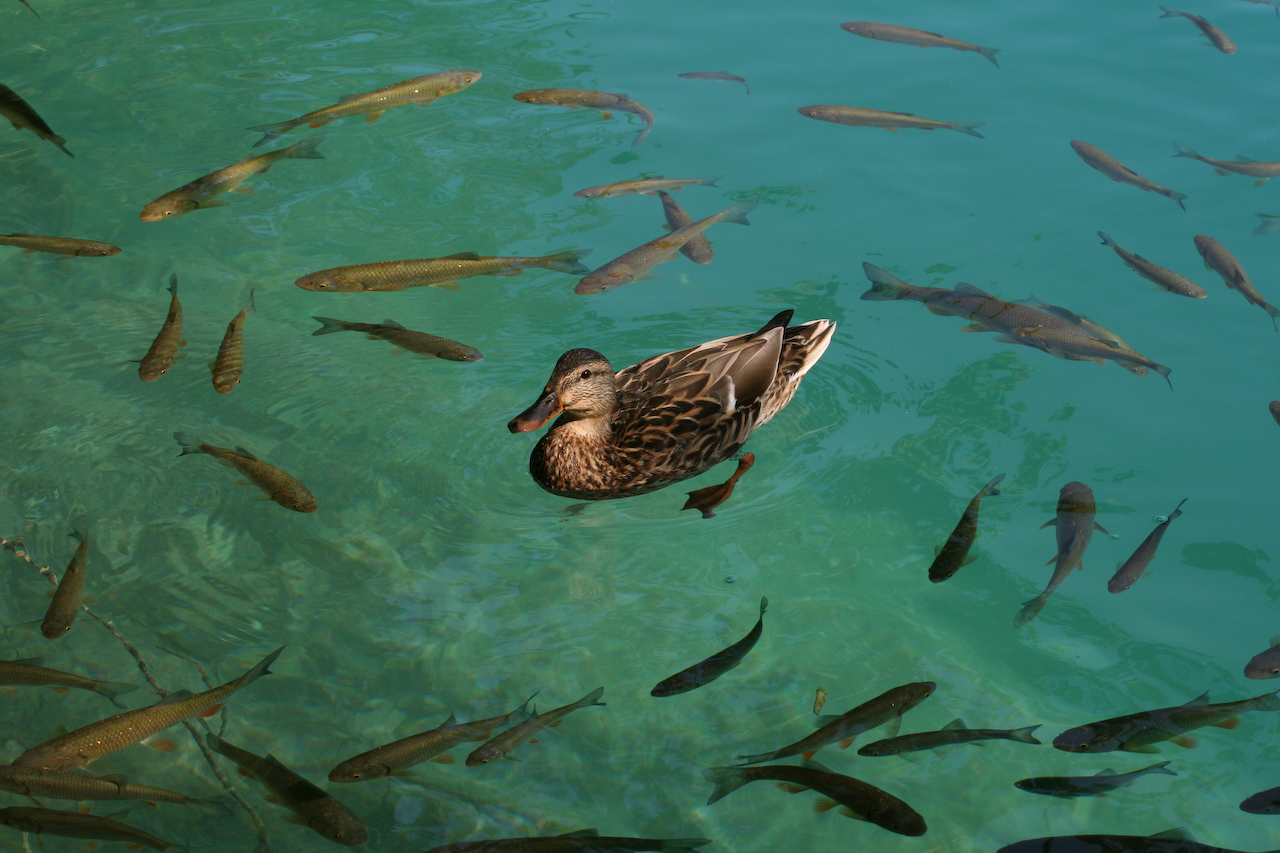
بطة وأسماك
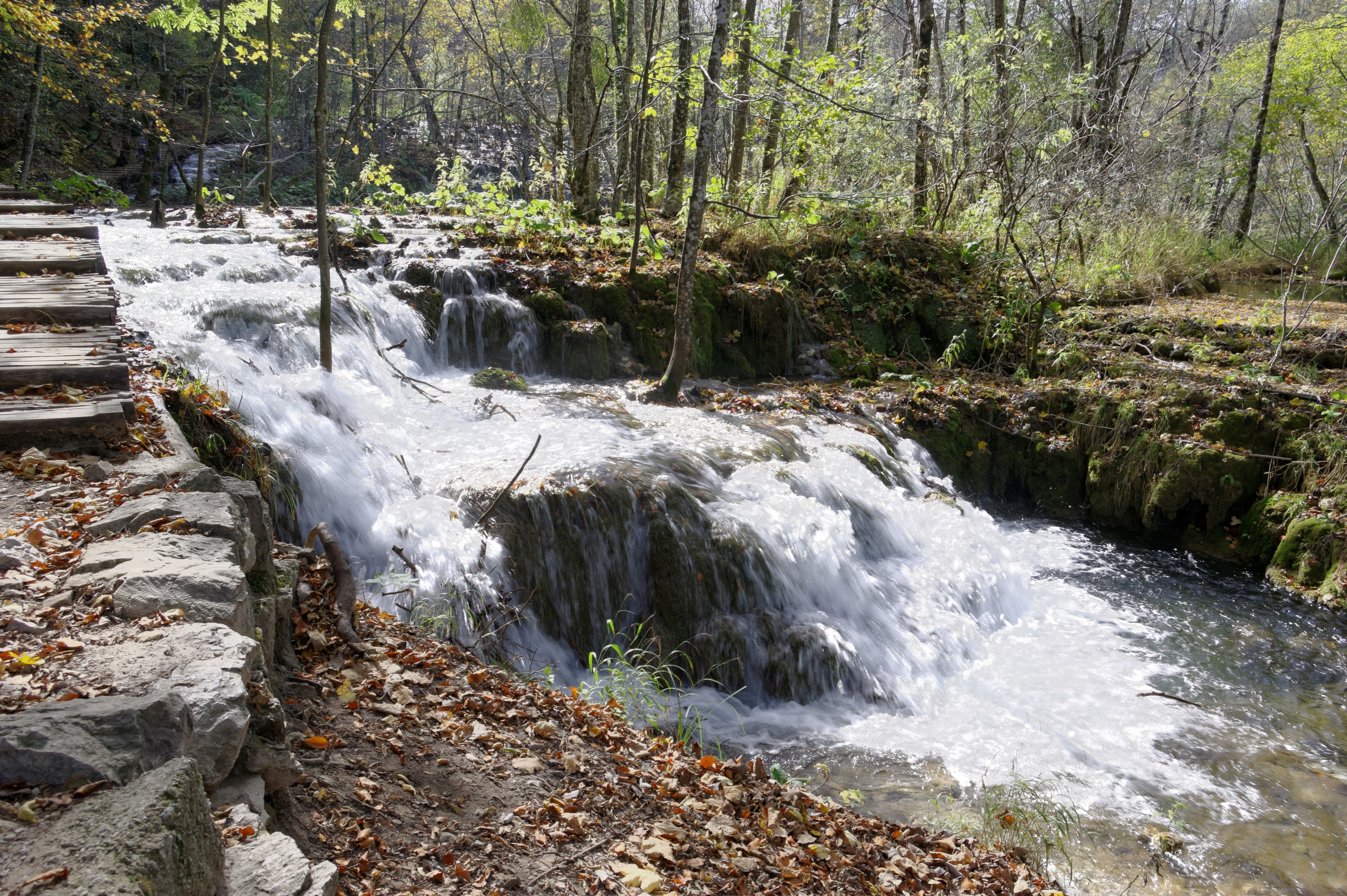
جدول في المنتزه
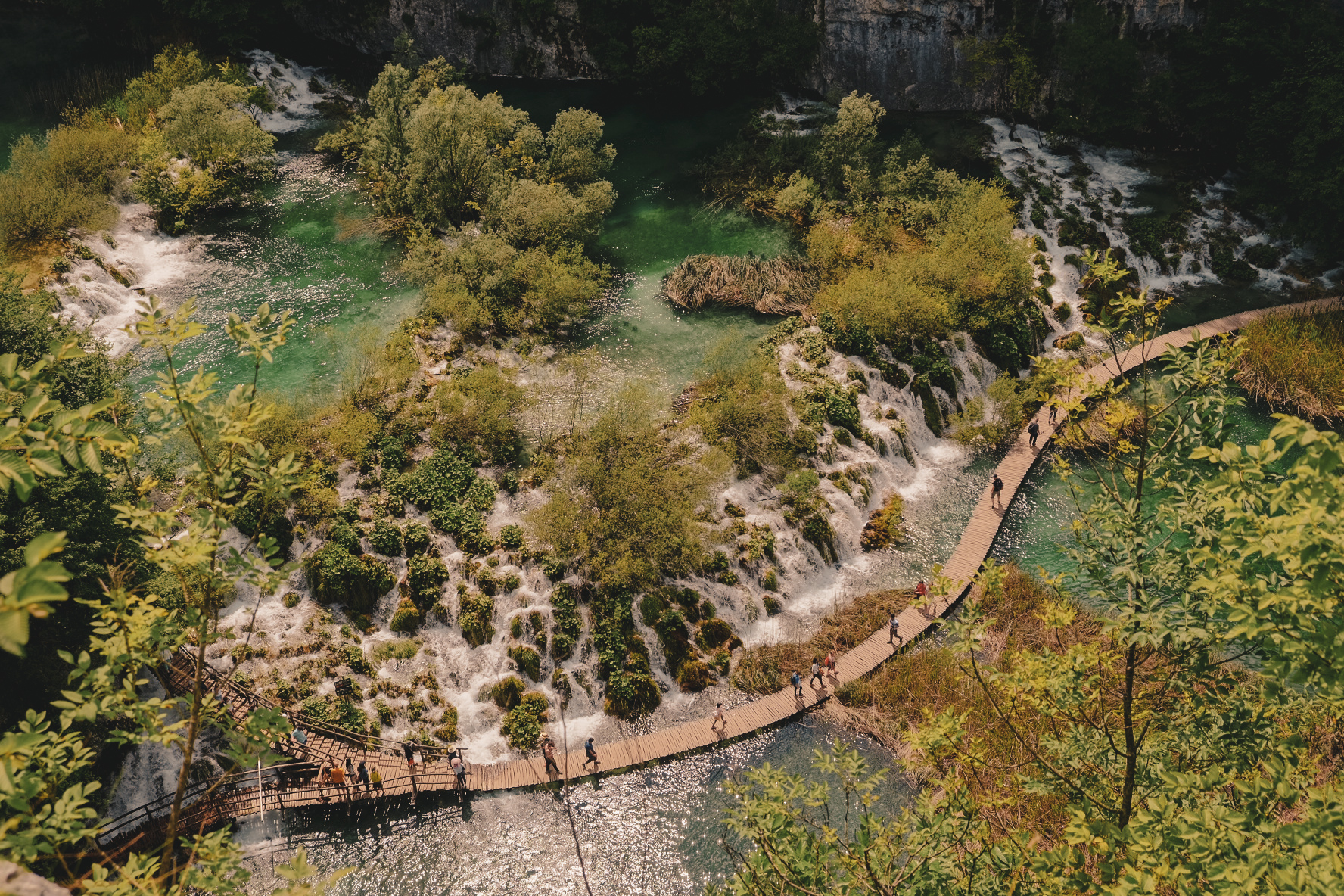
البحيرات السفلى_المنتزه الوطني

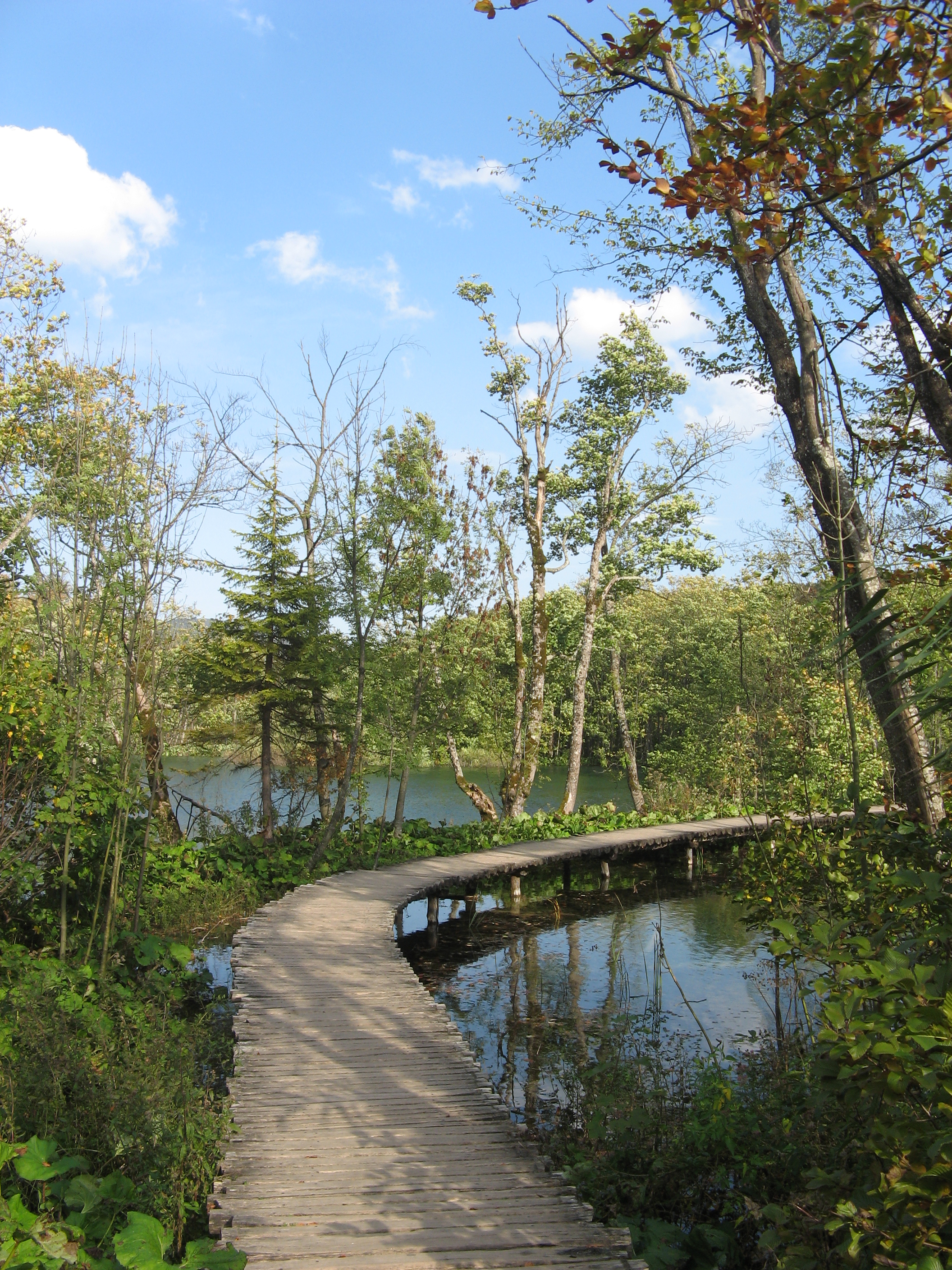
جسر في حديقة بحيرات بليتفيتش الوطنية ، كرواتيا.

## أعلام
- جوزيب يوفيتش

## روابط
- منتزه بليفيس الوطني في موقع اليونيسكو.